# Hugo Stenbeck
Edvard Hugo Stenbeck, född 15 oktober 1890 i Uppsala, död 6 januari 1977 i Stockholm, var en svensk affärsadvokat och finansman, medgrundare av Investment AB Kinnevik och far till Jan Stenbeck och den tidigare utrikesministern Margaretha af Ugglas.

## Biografi
Hugo Stenbeck var son till sparbanksdirektören Nils Stenbeck och hans hustru Maria, född Rydberg. Han blev juris kandidat 1914 och 1924 ledamot av Sveriges advokatsamfund. År 1923 övertog han advokatfirman Lagerlöf i Stockholm.
År 1932 var Hugo Stenbeck en av utredningsmännen för att finna nya vägar att avveckla Kreugerkoncernen. De andra utredningsmännen var generaldirektör Torsten Nothin, professor Martin Fehr, E. Browald, BG Prytz och bankdirektör Jacob Wallenberg. Utredningen gjorde honom till en av Sveriges mest kända affärsjurister.
Tillsammans med greve Wilhelm Klingspor och Robert von Horn grundade Stenbeck investmentbolaget Kinnevik 1936 och detta blev grunden för Stenbecksfären som idag styrs av hans barnbarn Cristina. Stenbeck var från början advokat åt familjen Klingspor men fick på grund av god rådgivning bli delägare när bolaget grundades. Han kom genom åren att köpa in sig i bolaget genom att belåna sig, något hans klient inte gjorde. Genom åren blev advokaten genom detta risktagande rikare än klienten. Stenbeck var VD där 1947–1963 och styrelseordförande 1963–1976. Därtill satt han i flera andra styrelser, bland annat Turbin AB de Laval Ljungström, Höganäs-Billesholm, Robert Bosch AB, Sandvik AB, Korsnäs-Marma AB och Ställbergs grufve AB.
Stenbeck gifte sig 1932 med fil. kand. Märtha Odelfelt (1906–1992). De fick fyra barn:
- Hugo Stenbeck jr (1933–1976)
- Elisabeth (1935–1985), gift Silfverstolpe
- Margaretha (född 1939), gift af Ugglas
- Jan Stenbeck (1942–2002)

Hugo Stenbeck är begravd i Engelbrektskyrkans kolumbarium i Stockholm  tillsammans med sin maka och sonen Jan.

## Hugo Stenbecks stiftelse
Stiftelsens ändamål är "att främja barns eller ungdoms vård och fostran eller utbildning eller vård av behövande ålderstigna, sjuka eller lytta". Stiftelsen hade ett aktieinnehav av 511 miljoner kronor i januari 2011

### Fotnoter
1. 1 2 3 4 5 6  E Hugo Stenbeck, Svenskt biografiskt lexikon, Svenskt Biografiskt Lexikon-ID: 20056, läs online.[källa från Wikidata]
2. ↑  svt.se Stenbeck – den motsägelsefulla kapitalisten läst 2013-03-01 Arkiverad 29 januari 2013 hämtat från the Wayback Machine.
3. ↑  https://www.aftonbladet.se/nyheter/a/gP69ga/han-kan-fa-sista-vilan-invid-foraldrarnas-grav
4. ↑  Dagens Industri 2011-02-08, sidan 7

### Webbkällor
- Billy Andersson, "Stenbecksfärens anonyma ägare, del 1: Wille från Hällekis", Realtid, 2004-10-14
- Anno 77, Stockholm 1978, s. 114
- Hugo Stenbeck i Vem är det 1969
- Anders Byttner: Arvet efter Ivar Kreuger